# Cosmophasis maculiventris
Cosmophasis maculiventris är en spindelart som beskrevs av Embrik Strand 1911. Cosmophasis maculiventris ingår i släktet Cosmophasis och familjen hoppspindlar. Inga underarter finns listade i Catalogue of Life.